# Campana (Francia)
Campana es una comuna y población de Francia, en la región insular de Córcega, departamento de Alta Córcega, en el distrito de Corte y cantón de Orezza-Alesani.
No está integrada en ninguna Communauté de communes.

## Demografía
| 27                         | 50 | 33 | 20 | 36 | 24 |
| (Fuente: [cita requerida]) |    |    |    |    |    |

(Población sans doubles comptes según la metodología del INSEE).